# Campeonato Europeo de Atletismo Sub-18 de 2022
El Campeonato Europeo de Atletismo Sub-18 de 2022 fue la tercera edición de la competición bienal de atletismo continental para atletas europeos entre quince y diecisiete años de edad. Tuvo lugar en el Hebrew University Stadium de Jerusalén, Israel, del 4 al 7 de julio.

## Podios

### Masculino
| Evento                  | Oro                                                                               | Oro         | Plata | Plata       | Bronce                                                             | Bronce      |
| ----------------------- | --------------------------------------------------------------------------------- | ----------- | --- | ----------- | ------------------------------------------------------------------ | ----------- |
| 100 metros              | Marek Zakrzewski · Polonia                                                        | 10.32       | Isak Hughes · Suecia                                                                                           | 10.36 NYB   | Benedikt Thomas Wallstein · Alemania                               | 10.44 NYB   |
| 200 metros              | Dejan Ottou Francia                                                               | 21.10       | Eduardo Longobardi · Italia                                                                                    | 21.22       | Michał Gorzkowicz · Polonia                                        | 21.34       |
| 400 metros              | David García · España                                                             | 46.67       | Árpád Kovács · Hungría                                                                                         | 47.87       | Adrian Wójciak · Polonia                                           | 48.13       |
| 800 metros              | Jakub Dudycha · República Checa                                                   | 1:51.35     | Noam Mamu Israel                                                                                               | 1:51.79     | Davide De Rosa · Italia                                            | 1:51.81     |
| 1500 metros             | Niels Laros · Países Bajos                                                        | 3:49.99     | Andreas Fjeld Halvorsen · Noruega                                                                              | 3:52.14     | Tendai Nyabadza Reino Unido                                        | 3:52.47     |
| 3000 metros             | Niels Laros · Países Bajos                                                        | 8:11.49     | Andreas Fjeld Halvorsen · Noruega                                                                              | 8:13.48     | Edward Bird Reino Unido                                            | 8:14.59     |
| 110 metros vallas       | David Pronk · Países Bajos                                                        | 13.50       | Némo Rase · Bélgica                                                                                            | 13.56       | Nils Leifert · Alemania                                            | 13.60       |
| 400 metros vallas       | Bastian Elnan Aurstad · Noruega                                                   | 50.89 WYL   | Fintan Dewhirst Irlanda                                                                                        | 51.65       | Gergő Takács · Hungría                                             | 51.77       |
| 2000 metros obstáculos  | Sergio del Barrio · España                                                        | 5:38.55 WYL | Hicham Errbinih Francia                                                                                        | 5:40.35 NYB | Aarno Liebl · Suiza                                                | 5:40.45 NYB |
| Relevo sueco            | Italia · Francesco Inzoli · Filippo Padovan · Eduardo Longobardi · Davide De Rosa | 1:52.69     | Noruega · Jonathan Hertwig-Ødegaard · Sebastian Berntsen · Even Elias Grannes Pedersen · Bastian Elnan Aurstad | 1:53.36     | Reino Unido Teddy Wilson Dejaune Lingard Dean Patterson Tom Gaunce | 1:53.75     |
| 10000 metros marcha     | Frederick Weigel · Alemania                                                       | 44:01.60    | Giuseppe Disabato · Italia                                                                                     | 44:16.55    | Miguel Espinosa · España                                           | 44:46.88    |
| Salto de altura         | Mattia Furlani · Italia                                                           | 2,15        | Michalīs Christofī · Chipre · Jakub Walecki · Polonia                                                          | 2,13        |                                                                    |             |
| Salto con pértiga       | Michał Gawenda · Polonia                                                          | 5,10        | Valentin Imsand · Suiza                                                                                        | 5,10        | Linus Jönsson · Suecia                                             | 5,10        |
| Salto de longitud       | Mattia Furlani · Italia                                                           | 8,04        | Thomas Martinez Francia                                                                                        | 7,73 NYB    | Francesco Inzoli · Italia                                          | 7,58        |
| Triple salto            | Lachezar Valchev Bulgaria                                                         | 15.76 EYL   | Nicolò Cannavale · Italia                                                                                      | 15.45       | Vasil Rusenov Bulgaria                                             | 15.18       |
| Lanzamiento de peso     | Ali Peker Turquía                                                                 | 21.03 WYL   | Georg Harpf · Alemania                                                                                         | 20.16       | Aatu Kangasniemi · Finlandia                                       | 19.48       |
| Lanzamiento de disco    | Mykhailo Brudin · Ucrania                                                         | 64.51       | Yannick Rolvink · Países Bajos                                                                                 | 63.06 NYB   | Mihai Damian Motorca · Rumania                                     | 58.18       |
| Lanzamiento de martillo | Iosif Kesidis Chipre                                                              | 78,92       | Aatu Kangasniemi · Finlandia                                                                                   | 77.74       | Georgios Papanastasiou · Grecia                                    | 77.37       |
| Lanzamiento de jabalina | Topi Parviainen · Finlandia                                                       | 84.52 EYB   | Máté Horváth · Hungría                                                                                         | 73.72       | Ryan Jansen · Países Bajos                                         | 72.08       |
| Decatlón                | Amadeus Gräber · Alemania                                                         | 7626        | Leo Göransson · Suecia                                                                                         | 7609        | Alexandre Montagné Francia                                         | 7591        |

### Femenino
| Evento                  | Oro                                                                 | Oro          | Plata                                                                                  | Plata       | Bronce                                                                | Bronce    |
| ----------------------- | ------------------------------------------------------------------- | ------------ | -------------------------------------------------------------------------------------- | ----------- | --------------------------------------------------------------------- | --------- |
| 100 metros              | Nia Wedderburn-Goodison Reino Unido                                 | 11.39        | Chelsea Kadiri · Alemania                                                              | 11.50       | Renee Regis Reino Unido                                               | 11.58 =   |
| 200 metros              | Faith Akinbileje Reino Unido                                        | 23.36        | Holly Okuku · Alemania                                                                 | 24.03       | Lara Jurčić · Croacia                                                 | 24.22     |
| 400 metros              | Charlotte Henrich Reino Unido                                       | 53.54        | Lurdes Gloria Manuel · República Checa                                                 | 53.61       | Edanur Tulum Turquía                                                  | 53.96 NYB |
| 800 metros              | Malin Hoelsveen · Noruega                                           | 2:09.29      | Jana Becker · Alemania                                                                 | 2:09.52     | Iris Downes Reino Unido                                               | 2:09.52   |
| 1500 metros             | Annie Mann Reino Unido                                              | 4:23.41      | Ayça Fidanoğlu Turquía                                                                 | 4:23.98     | Shirin Kerber · Suiza                                                 | 4:24.56   |
| 3000 metros             | Sofia Thøgersen Dinamarca                                           | 9:20.56      | Jessica Bailey Reino Unido                                                             | 9:32.74     | Edibe Yağiz Turquía                                                   | 9:34.53   |
| 100 metros vallas       | Mia McIntosh Reino Unido                                            | 13.05        | Essi Niskala · Finlandia                                                               | 13.29       | Sofia Pizzato · Italia                                                | 13.33 NYB |
| 400 metros vallas       | Ophelia Pye Reino Unido                                             | 58.09        | Zoë Laureys · Bélgica                                                                  | 58.22       | Stephanie Okoro Reino Unido                                           | 58.44     |
| 2000 metros obstáculos  | Jolanda Kallabis · Alemania                                         | 6:20.22      | Adia Budde · Alemania                                                                  | 6:28.09     | Sofia Thøgersen Dinamarca                                             | 6:29.68   |
| Relevo sueco            | Reino Unido Renee Regis Faith Akinbileje Rebecca Grieve Etty Sisson | 2:07.18 EYB  | Italia · Alice Pagliarini · Ludovica Galuppi · Elisa Marcello · Ngalula Gloria Kabangu | 2:07.35 NYB | España · Ainhoa Repáraz · Laura Martínez · Adriana López · Ana Prieto | 2:08.80   |
| 5000 metros marcha      | Sofia Santacreu · España                                            | 22:46.32 NYB | Martina Sciannamea · Italia                                                            | 23:15.40    | Léna Auvray Francia                                                   | 23:26.07  |
| Salto de altura         | Angelina Topić Serbia                                               | 1.92         | Johanna Göring · Alemania                                                              | 1.88        | Merel Maes · Bélgica                                                  | 1.86      |
| Salto con pértiga       | Iliana Triantafyllou · Grecia                                       | 4.05         | Viktorie Ondrová · República Checa                                                     | 3.95        | Ella Uddenäs · Suecia                                                 | 3.85      |
| Salto de longitud       | Ayla Hallberg Hossain · Suecia                                      | 6.39         | Brina Likar Eslovenia                                                                  | 6.30        | Laura Martínez · España · Plamena Chakarova · Bulgaria                | 6.24      |
| Triple salto            | Clémence Rougier Francia                                            | 13.72 EYL    | Teodora Boberić Serbia                                                                 | 13.36       | Natalija Dragojević Serbia                                            | 13.04     |
| Lanzamiento de peso     | Cleo Agyepong Reino Unido                                           | 17.39 EYL    | Chantal Rimke · Alemania                                                               | 16.86 NYB   | Paige Stevens Reino Unido                                             | 16.69     |
| Lanzamiento de disco    | Curly Brown · Alemania                                              | 50.64        | Princesse Hyman Francia                                                                | 50.27       | Anna Kicińska · Polonia                                               | 46.60     |
| Lanzamiento de martillo | Valentina Savva Chipre                                              | 70.28        | Villő Vízkeleti · Hungría                                                              | 69.11       | Emilia Kolokotroni Chipre                                             | 65.35     |
| Lanzamiento de jabalina | Veera Sauna-Aho · Finlandia                                         | 52.22        | Suze Zeevat · Países Bajos                                                             | 50.68       | Orinta Navikaitė · Lituania                                           | 50.64     |
| Heptatlón               | Jana Koščak · Croacia                                               | 6106         | Sarolta Kriszt · Hungría                                                               | 5794        | Pia Meßing · Alemania                                                 | 5690      |

## Medallero
| Núm. | País            | Oro | Plata | Bronce | Total |
| ---- | --------------- | --- | ----- | ------ | ----- |
| 1    | Reino Unido     | 8   | 1     | 7      | 16    |
| 2    | Alemania        | 4   | 7     | 3      | 14    |
| 3    | Italia          | 3   | 5     | 3      | 11    |
| 4    | Países Bajos    | 3   | 2     | 1      | 6     |
| 5    | España          | 3   | 0     | 3      | 6     |
| 6    | Francia         | 2   | 3     | 2      | 7     |
| 7    | Noruega         | 2   | 3     | 0      | 5     |
| 8    | Finlandia       | 2   | 2     | 1      | 5     |
| 9    | Polonia         | 2   | 1     | 3      | 6     |
| 10   | Chipre          | 2   | 1     | 1      | 4     |
| 11   | Suecia          | 1   | 2     | 2      | 5     |
| 12   | República Checa | 1   | 2     | 0      | 3     |
| 13   | Turquía         | 1   | 1     | 2      | 4     |
| 14   | Serbia          | 1   | 1     | 1      | 3     |
| 15   | Bulgaria        | 1   | 0     | 2      | 3     |
| 16   | Croacia         | 1   | 0     | 1      | 2     |
| 16   | Dinamarca       | 1   | 0     | 1      | 2     |
| 16   | Grecia          | 1   | 0     | 1      | 2     |
| 19   | Ucrania         | 1   | 0     | 0      | 1     |
| 20   | Hungría         | 0   | 4     | 1      | 5     |
| 21   | Bélgica         | 0   | 2     | 1      | 3     |
| 22   | Suiza           | 0   | 1     | 2      | 3     |
| 23   | Irlanda         | 0   | 1     | 0      | 1     |
| 23   | Israel          | 0   | 1     | 0      | 1     |
| 23   | Eslovenia       | 0   | 1     | 0      | 1     |
| 26   | Lituania        | 0   | 0     | 1      | 1     |
| 26   | Rumania         | 0   | 0     | 1      | 1     |

## Países participantes
Participan 957 competidores (477 hombres y 480 mujeres) de 48 países.
- Albania (1)
- Alemania (51)
- Andorra (2)
- Armenia (2)
- Austria (15)
- Azerbaiyán (1)
- Bélgica (15)
- Bosnia y Herzegovina (3)
- Bulgaria (15)
- Chipre (18)
- Croacia (11)
- Dinamarca (18)
- Eslovaquia (14)
- Eslovenia (32)
- España (43)
- Estonia (23)
- Finlandia (50)
- Francia (35)
- Georgia (1)
- Grecia (50)
- Hungría (44)
- Irlanda (20)
- Islandia (3)
- Israel (16)
- Italia (53)
- Kosovo (2)
- Liechtenstein (1)
- Letonia (23)
- Lituania (16)
- Luxemburgo (3)
- Macedonia del Norte (1)
- Malta (3)
- Moldavia (3)
- Mónaco (1)
- Montenegro (1)
- Noruega (23)
- Países Bajos (19)
- Polonia (41)
- Portugal (15)
- Reino Unido (42)
- República Checa (23)
- Rumania (31)
- San Marino (1)
- Serbia (25)
- Suecia (34)
- Suiza (46)
- Turquía (46)
- Ucrania (19)

## Récords

### Récords del campeonato
| Atleta                  | Nación       | Prueba                            | Marca    | Ronda        | Fecha      |
| ----------------------- | ------------ | --------------------------------- | -------- | ------------ | ---------- |
| Mattia Furlani          | Italia       | Salto de longitud masculino       | 7.62 m   | Calificación | 4 de julio |
| Ainhoa Repáraz          | España       | 100 metros femenino               | 11.53    | Calificación | 4 de julio |
| Niels Laros             | Países Bajos | 1500 metros masculino             | 3:53.68  | Calificación | 4 de julio |
| Chelsea Kadiri          | Alemania     | 100 metros femenino               | 11.50    | Semifinal    | 5 de julio |
| Isak Hughes             | Suecia       | 100 metros masculino              | 10.39    | Semifinal    | 5 de julio |
| Marek Zakrzewski        | Polonia      | 100 metros masculino              | 10.33    | Semifinal    | 5 de julio |
| Mattia Furlani          | Italia       | Salto de longitud masculino       | 8.04 m   | Final        | 5 de julio |
| Mykhailo Brudin         | Ucrania      | Lanzamiento de disco masculino    | 64.51    | Final        | 5 de julio |
| Mia Macintosh           | Reino Unido  | 100 metros vallas femenino        | 13.05    | Final        | 5 de julio |
| Nia Wedderburn-Goodison | Reino Unido  | 100 metros femenino               | 11.39    | Final        | 5 de julio |
| Marek Zakrzewski        | Polonia      | 100 metros masculino              | 10.32    | Final        | 5 de julio |
| Jolanda Kallabis        | Alemania     | 2000 metros obstáculos            | 6'20"22  | Final        | 6 de julio |
| Eduardo Longobardi      | Italia       | 200 metros masculino              | 21.04    | Semifinal    | 6 de julio |
| David García Zurita     | España       | 400 metros masculino              | 46.67    | Final        | 6 de julio |
| Niels Laros             | Países Bajos | 1500 metros masculino             | 3:49.99  | Final        | 6 de julio |
| Topi Parviainen         | Finlandia    | Lanzamiento de jabalina masculino | 84.52    | Final        | 6 de julio |
| Frederick Weigel        | Alemania     | 10000 metros marcha               | 44:01.60 | Final        | 7 de julio |
| Ayla Hallberg Hossain   | Suecia       | Salto de longitud femenino        | 6.39     | Final        | 7 de julio |
| Ophelia Pye             | Reino Unido  | 400 metros vallas femenino        | 58.09    | Final        | 7 de julio |
| Amadeus Gräber          | Alemania     | Heptatlón                         | 7626     | Final        | 7 de julio |

### Mejores marcas europeas sub-18
| Atleta          | Nación    | Prueba                            | Marca | Ronda | Fecha      |
| --------------- | --------- | --------------------------------- | ----- | ----- | ---------- |
| Topi Parviainen | Finlandia | Lanzamiento de jabalina masculino | 84.52 | Final | 6 de julio |

### Mejores marcas españolas sub-18
| Atleta              | Prueba                 | Marca    | Ronda        | Fecha      |
| ------------------- | ---------------------- | -------- | ------------ | ---------- |
| Ainhoa Repáraz      | 100 metros femenino    | 11.53    | Calificación | 4 de julio |
| Alejandro Rueda     | 100 metros masculino   | 10.44    | Final        | 5 de julio |
| David García Zurita | 400 metros masculino   | 46.67    | Final        | 6 de julio |
| Sofia Santacreu     | 5000 metros marcha     | 22:46.32 | Final        | 7 de julio |
| Sergio del Barrio   | 2000 metros obstáculos | 5:38.55  | Final        | 7 de julio |